# Tramlijn Ginneken - Ulvenhout
De tramlijn Tramlijn Ginneken - Ulvenhout was een paardentramlijn in Noord-Brabant. Vanaf Ginneken liep de lijn naar Ulvenhout .

## Geschiedenis
De lijn geopend door de GiTM op 29 mei 1903. In Ginneken was er aansluiting op de lijn tramlijn Ginneken - Breda en de tramlijn Ginneken - Mastbosch .
Op 1 januari 1920 wordt de lijn gesloten en vervolgens opgebroken.

## Restanten
Raadhuisstraat 32 in Ginneken was voorheen de remise voor de paardentrams.